# 凡希克凌大道車站 (IND福爾頓街線)
凡希克凌大道車站（英語：Van Siclen Avenue station）是紐約地鐵IND福爾頓街線的一個慢車地鐵站，位於布魯克林凡希克凌大道及皮特金大道交界，設有C線（任何時候停站（深夜除外））與A線（僅深夜停站）列車服務。

## 車站結構
| Ground | 街道     | 出入口                                                                 |
| 夾層   | 夾層     | 閘機、車站詢問處、Metrocard自動售票機                                  |
| 月台層 | 側式月台 | 側式月台                                                               |
| 月台層 | 西行慢車 | ← 往168街 (自由大道) ← 深夜時往英伍德-207街 (自由大道)                 |
| 月台層 | 西行快車 | ← 不停靠                                                               |
| 月台層 | 東行快車 | → 不停靠 →                                                             |
| 月台層 | 東行慢車 | → 往尤克利德大道 (牧者大道) → → 深夜時往遠洛克威-莫特大道 (牧者大道) → |
| 月台層 | 側式月台 |                                                                        |

此地下車站設有兩個側式月台和四條軌道。中央兩條快車軌道沒有任何月台。車站內沒有任何廣告。

## 外部連結
- nycsubway.org—IND Fulton Street Line: Van Siclen Avenue
- Station Reporter — C Train
- The Subway Nut — Van Siclen Avenue Pictures（页面存档备份，存于）
- Van Siclen Avenue entrance from Google Maps Street View
- Platforms from Google Maps Street View